# Сеймур, Уильям, 3-й герцог Сомерсет
Уильям Сеймур (англ. William Seymour; 17 апреля 1652 — 12 декабря 1671) — английский аристократ, 3-й герцог Сомерсет, 2-й маркиз Хартфорд, 3-й граф Хартфорд, 3-й барон Сеймур и 3-й барон Бошан с 1660 года.
Единственный сын Генри Сеймура, лорда Бошана (1626—1654), и его жены Мэри Капель (1630—1714). В возрасте неполных двух лет он потерял отца (1654), а в возрасте восьми лет, после смерти деда, унаследовал герцогский титул и семейные владения. Третий герцог Сеймур умер уже в 1671 году, не успев жениться и обзавестись потомством. Его наследником стал дядя, Джон Сеймур.